# Robertson County, Texas
Robertson County är ett administrativt område i delstaten Texas, USA, med 16 622 invånare. Den administrativa huvudorten (county seat) är Franklin. 

## Geografi
Enligt United States Census Bureau så har countyt en total area på 2 243 km². 2 214 km² av den arean är land och 29 km² är vatten.  

### Angränsande countyn
- Limestone County - norr
- Leon County - nordost
- Brazos County - sydost
- Burleson County - söder
- Milam County - sydväst
- Falls County - nordväst